# Brechtopf

Brechtopf im Schnitt: An der umlaufenden Scherebene trennt sich die Platte vom Ring.

Der Brechtopf (auch Abscherplatte) ist eine mechanische Überlastsicherung, die bei Überschreiten einer definierten Kraft bricht und so vor Schäden an Maschine und Werkstück bewahrt. Das Wirkprinzip entspricht damit dem einer Sollbruchstelle.
Das Bauteil besteht aus einer inneren Platte und einem äußeren, axial abgesetzten Ring. Unter Krafteinwirkung ergibt sich eine Scherspannung. Die Platte wird bei Überschreiten der zulässigen Scherspannung vom äußeren Ring axial abgeschert und in den Ring gepresst. Das wird beispielsweise bei Spindelpressen im Stößelgelenk unter der Kugelpfanne eingesetzt.